# Boel Adler
Berit Boel Cecilia Adler, född Lindström den 21 juni 1959 i Borlänge, är en svensk sångpedagog, musikjournalist och radioproducent.
Boel Adler är sångerska (mezzo-sopran) och utbildade sig till sångpedagog på musikhögskolan i Malmö, där hon gick ut 1986 och därefter flyttade till Stockholm. Hon hade under några år kontrakt med Radiokören och gjorde sedan talprov till Sveriges radio och fick sitt första vikariat på P2 1991. Numera är hon frilansande journalist med kontinuerliga uppdrag för Sveriges radio P2. Hon har bland annat i perioder lett programmet "Klassisk förmiddag", men arbetar även som presentatör i andra musiksammanhang.